# Памятники русского музыкального искусства
Памятники русского музыкального искусства (сокр. — ПРМИ) — серия нотных изданий, выпускавшаяся в 1972—1997 годах по инициативе Государственного института искусствознания. В серию вошли произведения XVII—XIX веков, оставившие значительный след в истории русской музыки. Всего было издано 12 томов. Над серией работали многие крупные учёные: В. В. Протопопов, Ю. В. Келдыш, М. В. Бражников, Ю. А. Фортунатов и др.
Издания содержат факсимиле музыкальных произведений, современную транскрипцию нотного и словесного текстов, научные комментарии и иллюстрации.

## Перечень томов
Вып. 1: Русская вокальная лирика XVIII века / сост. Левашёва Ольга Евгеньевна. — М. : Музыка, 1972 (содержит репрезентативную выборку так называемых российских песен)

Вып. 2: Музыка на Полтавскую победу : для смеш. хора / сост. Протопопов Владимир Васильевич. — М. : Музыка, 1973. — 253 c. : ил., факс., портр.

Вып. 3: Стихиры / [напев] Федора Крестьянина; публ. Бражникова Максима Викторовича. — М. : Музыка, 1974. — 247 с.

Вып. 4: Скупой : опера / музыка В. А. Пашкевича; публикация, переложение для фортепиано и исследование Е. М. Левашёва. — Партитура с переложением для фортепиано. — М. : Музыка, 1973. — 276, [3] c.

Вып. 5: Сокол : опера / музыка Д. Бортнянского; ред, публ. А. С. Розанова. — Партитура с переложением для фортепиано. — М. : Музыка, 1975

Вып. 6: Ямщики на подставе : Игрище невзначай : комическая опера в 1 действии / музыка Е. Фомина; либретто Н. А. Львова; предисл. и переложение для фп И. М. Ветлицыной; ред. Ю. В. Келдыш. — Партитура и клавир. — М. : Музыка, 1977. — 213 с. + ил.

Вып. 7: Идеа грамматики мусикийской / Дилецкий Н. П. ; публ., коммент. и пер. Протопопова В. В. — М. : Музыка, 1979. — 639 с.

Вып. 8: Как поживешь, так и прослывешь, или Санктпетербургский гостиный двор : Опера Партитура и переложение для фортепиано / музыка В. А. Пашкевича; публ. О. Е. Левашевой. — М. : Музыка, 1980. — 510 с.

Вып. 9: Ключ знаменной : 1604 / роспев инока Христофора; предисл. Г. Никишова; публ., пер. М. В. Бражникова. — М. : Музыка, 1983. — 296 с.

Вып. 10: Мельник-колдун, обманщик и сват : опера / муз. М. М. Соколовского; ред., переложение для фп И. Сосновцевой. — Партитура и клавир. — М.: Музыка, 1973. — 272 с.

Вып. 11: Оркестровая музыка О. А. Козловского. Редакция и комментарии Ю. А. Фортунатова. — Партитуры. — М.; Л.: Котран, 1997. — 500 c. + Комментарии, нот.каталог

Вып. 12: Сочинения для скрипки / муз. И. Е. Хандошкина : сост. И. М. Ямпольский и Б. В. Доброхотов. — М.: Музыка, 1988. — 288 с.